# Gleichenia
Gleichenia is een geslacht van negentien soorten varens uit de familie Gleicheniaceae.
Het zijn varens van tropische streken uit Afrika, Azië en Australië.

## Naamgeving en etymologie
- Synoniem: Calymella C. Presl (1836), Gleichenia Copel. (1947), Gleicheniastrum Presl (1848)

De botanische naam Gleichenia is een eerbetoon aan de Duitse botanicus Wilhelm Friedrich Von Gleichen-Rußwurm (1717-1783).

## Kenmerken

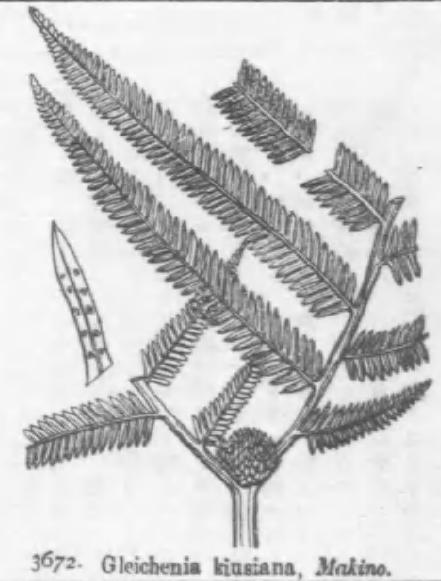
Gleichenia laevissima, detail blad met eindstandige knop en sporenhoopjes

Gleichenia-soorten zijn terrestrische varens met een kruipende, vertakte rizoom, bezet met lancetvormige of diep ingesneden schubben. De bladstelen staan verspreid. De bladen vertakken zich meermaals dichotoom en dragen eindstandige knoppen, eveneens dicht bezet met schubben.
De sporenhoopjes zitten in groepjes van vier langs de nerven aan de onderzijde van de bladen en bezitten geen dekvliesje.

## Soortenlijst
Het geslacht telt negentien soorten:
- Gleichenia abscida Rodway (1903)
- Gleichenia alpina R. Br. (1810)
- Gleichenia alstonii Holtt. (1957)
- Gleichenia angustiloba Holtt. (1957)
- Gleichenia boryi Kze. (1844)
- Gleichenia deflexa Holtt. (1957)
- Gleichenia dicarpa R. Br. (1810)
- Gleichenia elongata Bak. (1901)
- Gleichenia hooglandii Holtt. (1967)
- Gleichenia lepidota R.Rodr. (1990)
- Gleichenia matthewii Holtt. (1957)
- Gleichenia mendellii (G.Schneid.) S.B.Andrews (1990)
- Gleichenia microphylla R. Br. (1810)
- Gleichenia paleacea (Copel.) Holtt. (1957)
- Gleichenia papuana Holtt. (1957)
- Gleichenia peltophora Copel. (1929)
- Gleichenia polypodioides (L.) Sm. (1793)
- Gleichenia rupestris R. Br. (1810)
- Gleichenia vulcanica Bl. (1828)

Geslachten: Dicranopteris · Diplopterygium · Gleichenella · Gleichenia · Microphyllopteris † · Sticherus · Stromatopteris